# Seclantás
Seclantás é um município da província de Salta, na Argentina.